# 毅進計劃
毅進計劃（英語：Project Yi Jin），是香港政府為香港中學會考未有五科合格的中五離校生或年滿21歲的成人而設的進修途徑。

## 歷史
政府在2000年10月推出毅進計劃，由自資高等教育聯盟合辦，旨在開闢另一學習途徑，為舊學制下的中五離校生和成年學員提供更多持續進修的機會。課程由7個必修單元和3個選修單元組成。必修單元包括中文、英文（一）、英文（二）、活用數學、資訊科技應用、普通話及人際傳意技巧，選修單元方面有多種實 用科目供學員選擇。學員成功修畢7個必修單元及3個選修單元後，會獲頒發全科畢業證書。
香港學術評審局評定，毅進計劃課程全科畢業證書持有人在持續進修或就業方面，達至相當於香港中學會考五科及格的水平，包括中、英文科。
此外，政府亦接納毅進計劃全科畢業證書為符合30多個以香港中學會考5科及格(包括中、英文科)為入職學歷的公務員職位的學歷要求。這些職位包括救護員、 三級康樂助理員、助理外勤統計主任、二級懲教助理、海關關員、消防員、入境事務助理員、警員、二級稅務督察、二級勞工督察及郵務員等。
在2000/01至2011/12學年，共有57,849位學員獲頒前毅進計劃課程全科畢業證書。

隨著新學制的推行，及香港中學會考在2012年起停辦，毅進計劃課程已在2011/12學年結束後停辦，並在2012/13學年起由新推出的毅進文憑課程取代。

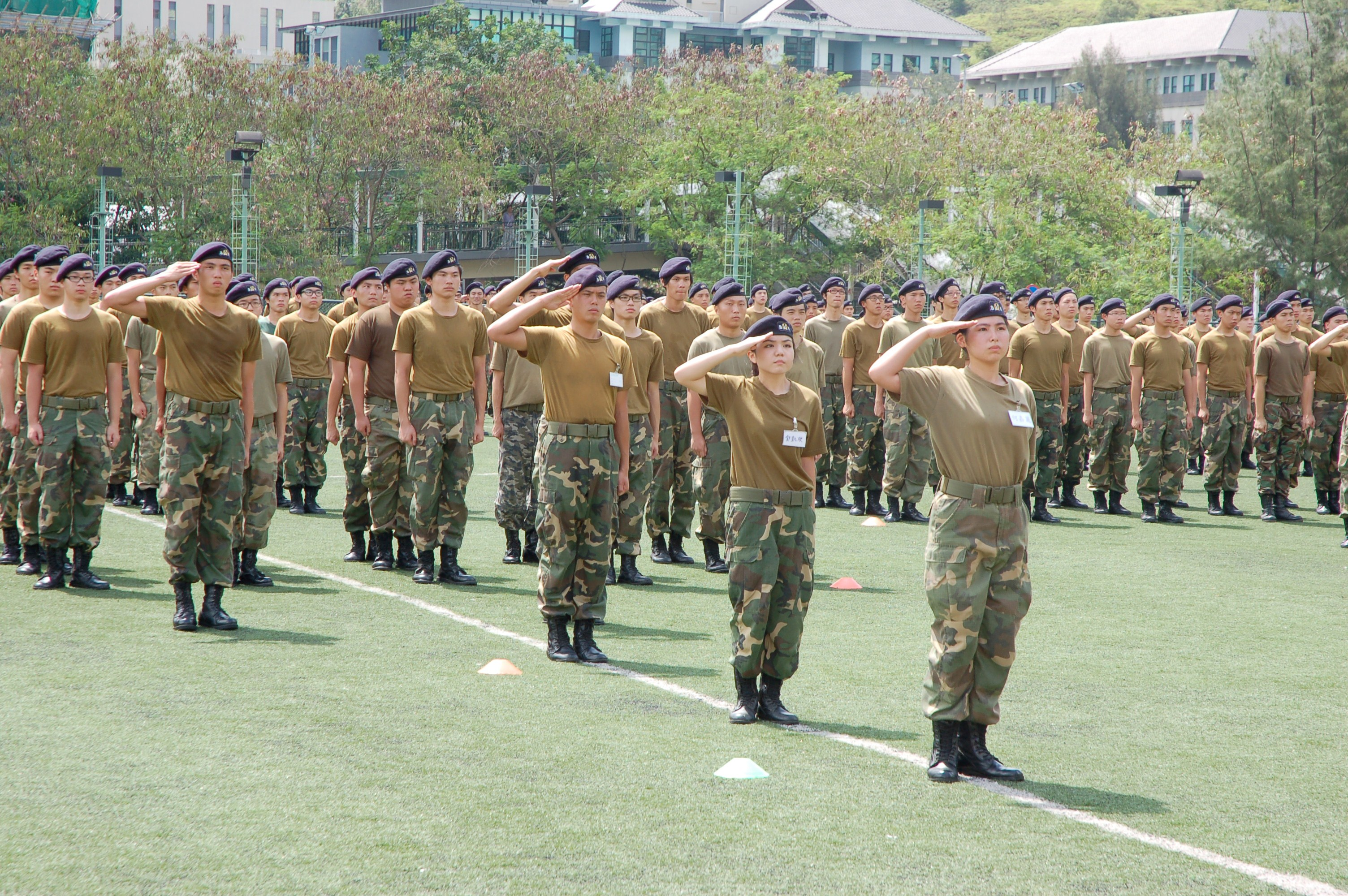
紀律部隊是最受歡迎的科目，圖為紀律部隊學生畢業大匯操。

## 報讀資格
- 毅進計劃：年滿21歲而有志進修的人士或中五離校生
- 毅進／中學協作計劃：完成中四課程或在21歲以下而未曾參加香港中學會考的人士

## 報讀方法
申請人可以於會考放榜前一個月（即7月），到香港各政府機構的公開場所（例如圖書館）或開辦毅進課程的院校先取得有關課程表格和申請表格。其後於放榜後數天（一般於中六收生的第五階段）會在九龍灣國際展貿中心（約2007年起）進行毅進全日制的課程招生。雖然毅進計劃已經指明是會收派籌和抽籤的模式進行，但往往在毅進招生日前夕，有很多學生和有關家長在會場外大排長龍。

## 開辦院校
- 嶺南大學持續進修學院（LIFE）
- 香港浸會大學持續教育學院
- 香港都會大學李嘉誠專業進修學院
- 香港城市大學專業進修學院（在2011年起不再舉辦日間毅進課程。）
- 明愛社區及高等教育服務
- 香港教育學院持續專業教育學院
- 職業訓練局工商資訊學院
- 香港專業進修學校
- 香港科技專上書院

## 模式
- 毅進計劃提供全日制或兼讀制課程，取錄後會在9月收到有關院校的開學通知書，一般在9月尾至10月初才開課
- 考核模式包括習作、考試、出席率、課堂表現
  - 而人際傳意技巧不設考試

## 課程結構
- 七科必修科目，這七科必修科目於各間開辦院校是相同的。
  - 中文
  - 英文I & II（以兩科計）
  - 普通話
  - 活用數學
  - 資訊科技應用
  - 人際傳意技巧
- 三科選修科
  - 各間開辦院校有不同的選科可供選擇。

## 學費及資助
毅進計劃屬自負盈虧，收費由每年27,500至29,500元不等，另外可以申請學費發還、免入息審查貸款計劃、學生車船津貼等資助。
但是不合格的話，即使是一科，也會被認作毅進不能畢業。而若果能夠全部合格，即可取回所交學費的三成，大約$9,000。

## 英文名稱問題

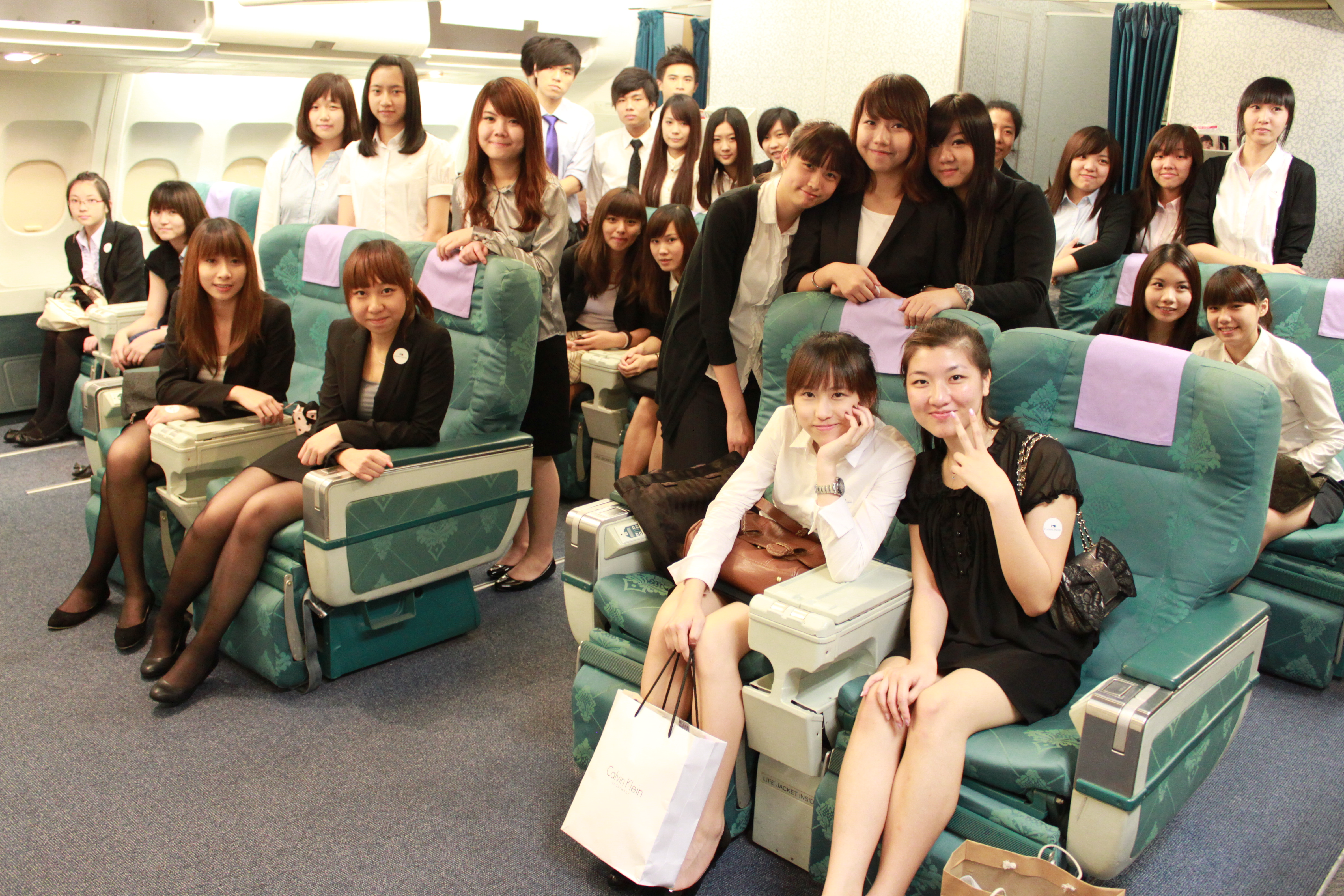
毅進航空課程學生參觀國泰城

毅進計劃英文名稱原為「Project Springboard」，但政府指此名與一個慈善團體相似，所以改用普通話拼音（而不是香港人最常用的廣東話）譯為「Project Yi Jin」，引來不少批評。